# Олімпія (Калуш)
ХК «Олімпія» — український аматорський хокейний клуб з міста Калуша Івано-Франківської області, створений у 2002 році; постійний учасник змагань регіональної Західноукраїнської аматорської хокейної ліги (ЗУАХЛ) .
Домашньою ареною команди є Льодовий Палац спорту імені Степана Бандери в Калуші. Кольори спортивної форми: синьо-жовті.
Незмінним керівником ХК «Олімпія» є Ярослав Дорош (за сумісництвом Голова Федерації хокею Івано-Франківської області) .

## З історії команди
Калуський хокейний клуб «Олімпія» було організовано в 2002 році. Створив команду і дотепер очолює її Ярослав Дорош. Саме зі створенням цієї команди розпочалось відродження прикарпатського хокею з шайбою.
Із заснуванням у 2005 році регіональної Західноукраїнської аматорської хокейної ліги (ЗУАХЛ), у змаганнях якої беруть участь до 10 хокейних команд із Західної України, калуський ХК «Олімпія» увійшов в історію, як перший переможець цього турніру. У сезоні 2006/2007 «Олімпія» фінішувала на третьому місці цього турніру.
5 січня 2009 року в місті Калуші був урочисто (за участі тодішнього міністра у справах сім'ї, молоді та спорту Юрія Павленка) відкритий льодовий Палац спорту імені Степана Бандери. Відтак, Калуш на той час став третім містом в Україні, в якому з'явилась арена зі штучним льодом, збудована в межах реалізації державної соціальної програми «Хокей України», затвердженої Кабміном у 2007 році.
У міжсезонні в 2010 році відбулась конфліктна ситуація в регіональному івано-франківському хокеї, в результаті чого до калуської «Олімпії» перейшло відразу 7 провідних гравців ХК «Ватра» з обласного центру міста Івано-Франківська, через що клуб знявся зі змагань чергового сезону ЗУАХЛ. Однак, наприкінці жовтня 2010 року сезон ЗУАХЛ 2010/2011 стартував, і відразу фаворити цього регіонального турніру, в тому числі й ФК «Олімпія», підтвердили свій статус.

## Виноски
1. ↑  Архівована копія. Архів оригіналу за 19 вересня 2020. Процитовано 16 серпня 2020.{{cite web}}:  Обслуговування CS1: Сторінки з текстом «archived copy» як значення параметру title (посилання)
2. ↑   Волков Микола Репортер: калуська «Олімпія» буде мати стаціонарний лід, матеріал за 09.08.2007 на www.briz.if.ua
3. ↑  ХК «ОЛІМПІЯ». Неофіційний фан-сайт. Архів оригіналу за 14 вересня 2010. Процитовано 29 жовтня 2010.
4. ↑  У Калуші з'явилася хокейна команда, інф. за 23-01-2005 на ifportal.net. Архів оригіналу за 5 березня 2016. Процитовано 29 жовтня 2010.
5. ↑  Цього сезону хокею у Івано-Франківську не буде на www.sport.if.ua. Архів оригіналу за 5 березня 2016. Процитовано 29 жовтня 2010.
6. ↑  ЗУХЛ. Календар матчів «Олімпії» + регламент турніру на www.sport.if.ua[недоступне посилання]
7. ↑  Калуська «Олімпія» розпочинає чемпіонат ЗУХЛ з перемоги на www.sport.if.ua[недоступне посилання]